# 더 포티 퍼스트
더 포티 퍼스트(Sorok pervyy, The Forty-First)는 러시아(구 소련)에서 제작된 그리고리 추흐라이 감독의 1956년 전쟁, 드라마, 멜로/로맨스 영화이다.